# Esequiel Barco
Esequiel Omar Barco (ur. 29 marca 1999 w Villa Gobernador Gálvez) – argentyński piłkarz występujący na pozycji lewego skrzydłowego lub ofensywnego pomocnika, od 2024 roku zawodnik rosyjskiego Spartaka Moskwa.